# Polnische Streitkräfte im Westen
Die Polnischen Streitkräfte im Westen (polnisch Polskie Siły Zbrojne na Zachodzie, PSZ) waren in Europa während des Zweiten Weltkriegs nach den sowjetischen, US-amerikanischen, britischen, französischen, jugoslawischen und kanadischen Streitkräften die siebtgrößte Armee der Anti-Hitler-Koalition. Sie bestanden aus dem 1. und dem 2. Polnischen Korps, der Polnischen Marine und den Polnischen Luftstreitkräften.

## Geschichte

### Die Polnische Armee in Frankreich (1939–1940)

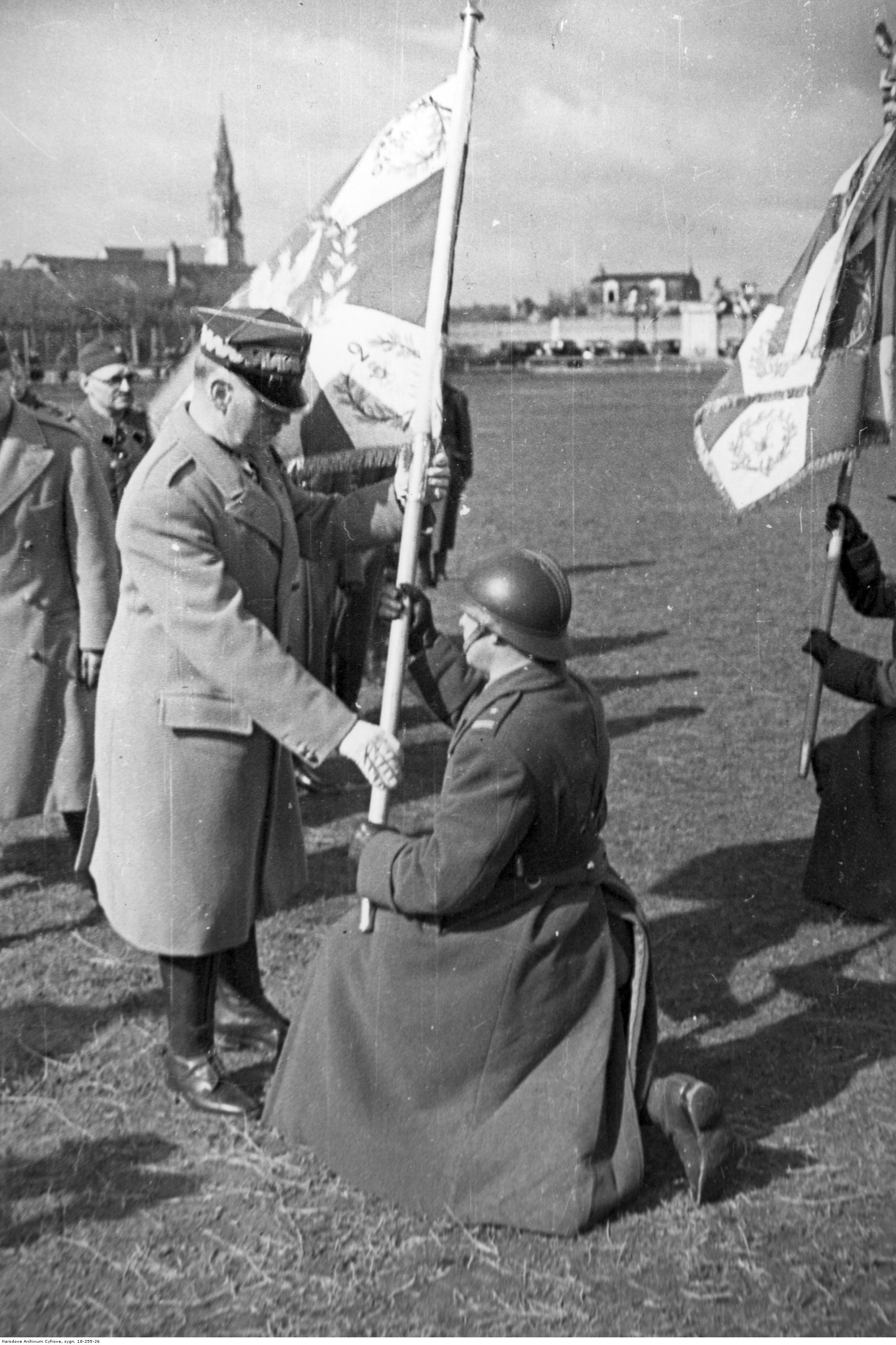
Wladyslaw Sikorski präsentiert die Fahne der Polnischen Sappeureinheit in Frankreich

Die Polnische Exilregierung der Zweiten Polnischen Republik hatte nach dem deutschen Überfall auf Polen ihren Sitz zunächst in Frankreich (Paris, später Angers) und koordinierte von dort ihre Streitkräfte. Die Polnische Armee in Frankreich wurde Ende 1939, nach dem Fall Polens, in Frankreich unter dem Kommando von General Władysław Sikorski mit rund 85.000 Soldaten gerade neu aufgestellt, als die Schlacht um Frankreich begann. Sie wurde in den Kämpfen teilweise vernichtet, über 20.000 Soldaten wurden evakuiert und bildeten im Vereinigten Königreich eine neue polnische Armee. Kurz vor der Kapitulation Frankreichs im Juni 1940 wählte die Polnische Exilregierung London als Sitz, um von dort aus unter anderem die polnischen Streitkräfte im Westen zu koordinieren.
Auf dem französischen Festland wurden die folgenden Einheiten aufgestellt:
- 1. Grenadierdivision in dem zu Guer gehörenden Ortsteil Coëtquidan unter General Bolesław Bronisław Duch. Die Division erlitt schwere Verluste bei der Schlacht um Lagarde.
- 2. Infanterie-Füsilier-Division in Parthenay unter Brigadegeneral Bronisław Prugar-Ketling
- 3. Infanteriedivision (im Juni 1940 nach Großbritannien evakuiert, Oberst T. Zieleneniewski)
- 4. Infanteriedivision (im Juni 1940 nach Großbritannien evakuiert, General R. Dreszer)
- 10. gepanzerte Kavalleriebrigade (Polen) (10e Brigade de cavalerie blindée) in Angers unter General Stanisław Maczek
- Polnische Unabhängige Hochlandbrigade (Samodzielna Brygada Strzelców Podhalańskich, Podhale-Schützen) in Chateau de Montrouville unter General Zygmunt Bohusz-Szyszko
- 10 polnische Panzerabwehrkompanien (französischen Heereseinheiten unterstellt)
- polnische Fliegerstaffel «Escadre de Montpellier 1/54» in Lyon-Bron, später Montpellier
- polnische Fliegerstaffel «Escadre du Groupe 1/145» (de Varsovie)

Ihren ersten Einsatz hatten PSZ-Einheiten im Mai 1940 bei der Schlacht um Narvik. Gegen den deutschen Frankreichfeldzug im Mai/Juni 1940 waren etwa 84.000 Soldaten der PSZ aufgestellt.
Nach der Kapitulation Frankreichs ging eine polnische Division in die Schweiz über und wurde dort interniert. Andere Soldaten entkamen auf britisches Gebiet und einige schlossen sich der Résistance an.

### Das 1. Polnische Korps
Kurz vor der Niederlage Frankreichs wurden zirka 35.000 von ihnen nach Großbritannien und das unter britischer Verwaltung stehende Mandatsgebiet Palästina evakuiert. Während der Luftschlacht um England waren polnische Jagdflieger ab Oktober 1940 eingesetzt. Alle diese Einheiten bildeten seit dem 28. April 1940 das 1. Polnische Korps. Im September 1941 entstand die 1. Polnische Fallschirmjägerbrigade, die 2300 Soldaten umfasste. Im Jahr darauf folgte die Bildung der polnischen 1. Panzerdivision. In der Anfangszeit war sie für den Schutz eines 200 Kilometer langen Küstenabschnitts im östlichen Schottland zuständig. Ende Juli 1944 wurde die 1. Panzerdivision und die 1. Fallschirmjägerbrigade in die Normandie verlegt und kämpfte in Frankreich und den Niederlanden.
Nach Kriegsende 1945 wurden die beiden Einheiten nach Deutschland verlegt und bildeten weiterhin das 1. Polnische Korps, das bis 1947 das Emsland besetzte. Die erst Anfang 1948 endgültig aufgelöste Besatzungszone grenzte an die Niederlande und umfasste ein Gebiet von 6470 km².

### Das 2. Polnische Korps
Das 2. Polnische Korps wurde 1943 aus der 1942 im Nahen Osten aufgestellten 3. Karpaten-Schützen Division und der nach dem deutschen Angriff auf die Sowjetunion 1941 über Persien nach Westen evakuierten sogenannten „Anders-Armee“ gebildet. Das 2. Polnische Korps kämpfte an der italienischen Front und nahm unter anderem an der Schlacht um Monte Cassino, der Schlacht um Ancona und der Schlacht um Bologna teil. Teile der Formation, rund 20.000, wurden daraufhin an die Westfront geschickt und so aus der Einheit gelöst. Nach Kriegsende blieben Teile des Korps in Italien. Dort wurden sie zwischen 1946 und 1947 demobilisiert.

### Weitere Verbände
Schiffe der Polnischen Kriegsmarine eskortierten 787 Geleitzüge und waren sowohl im Atlantik als auch auf dem Kriegsschauplatz Mittelmeerraum vertreten. 1945 bestand sie aus 4000 Matrosen auf 15 Schiffen (ein Leichter Kreuzer, sechs Zerstörer, drei U-Boote und fünf Schnellboote).
Auch die Piloten der Polnischen Luftstreitkräfte im Westen (als Teil der Royal Air Force) erwiesen sich als effektiv, so hatten die polnischen Piloten (5 %) etwa 12 % der Abschüsse zu verzeichnen. Das bekannteste Geschwader war die Dywizjon 303.

### Auflösung Ende 1947
Im Mai 1945 betrug die Gesamtstärke der PSZ 210.000 Soldaten. Ende 1947 wurden die PSZ demobilisiert. Eine Vielzahl der Soldaten blieb im Exil und kehrte nicht in das kommunistische Polen zurück.

## Strategische und politische Eingliederung
Die polnischen Streitkräfte im Westen waren der britischen Militärführung unterstellt. Großbritannien finanzierte die Streitmacht auch über Kredite. Dafür wendete sie 1941 3,8 Millionen Britische Pfund auf und 1942 14,6 Millionen Pfund. Die Ernennung von Offizieren, der Erlass von Vorschriften und das Ausbildungswesen lag hingegen in den Händen der polnischen Militärführung und damit letztlich der polnischen Exilregierung.

## Wichtigste Schlachten
- 1940: Schlacht um Narvik
- 1940: Westfeldzug
- ab 1940: Luftschlacht um England
- 1941: Belagerung von Tobruk
- 1944: Operation Market Garden
- 1944: Schlachten am Monte Cassino
- 1944: Schlacht um Caen

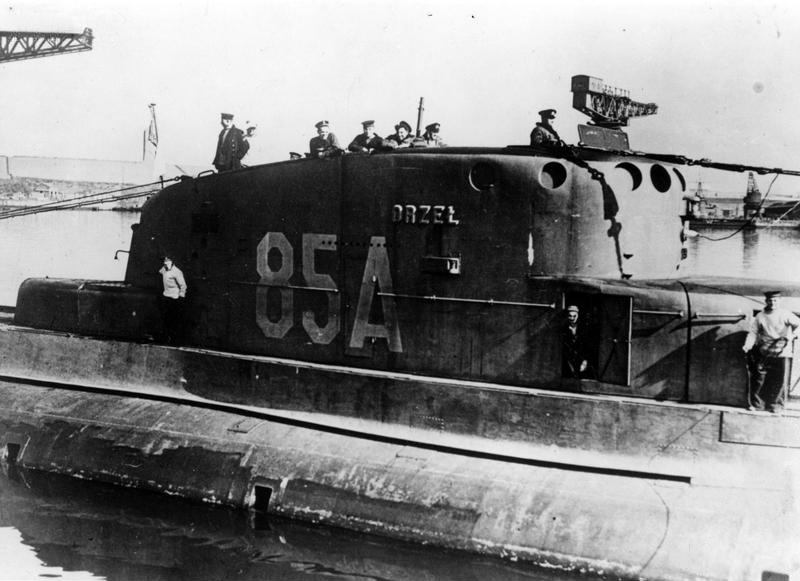
U-Boot ORP Orzeł, Großbritannien 1940

- 1944: Kessel von Falaise (Mont Ormel)
- 1944: Befreiung von Breda
- 1944: Schlacht um Ancona
- 1945: Schlacht um Bologna

## Internierte polnische Soldaten in der Schweiz
Im Juni 1940 wurden bei dem Westfeldzug über 12.000 Soldaten der polnischen 2. Schützendivision unter dem Kommando von Bronisław Prugar-Ketling in Frankreich vom Nachschub abgeschnitten und zur Schweizer Grenze gedrängt. Um der Gefangennahme zu entgehen, überschritten die Soldaten die Grenze und wurden in der Schweiz bis zum Kriegsende interniert. Dort leisteten sie Arbeitseinsätze, vor allem beim Straßenbau. Die gebauten Straßen werden zumeist bis heute als Polenstraßen oder Polenwege bezeichnet.